# Реджинальд Фаррер
Реджинальд Фаррер (англ. Reginald John Farrer, 17 лютого 1880 – 17 жовтня 1920) — англійський мандрівник та колекціонер рослин. Він опублікував ряд книг, найвідоміша з яких My Rock Garden (Мій скелястий сад). Він подорожував по Азії у пошуках різноманітних рослин, багато з яких він привіз до Англії та посадив біля свого будинку у селі Клепем, Північний Йоркшир.

## Біографія
Фаррер народився у Лондоні у добре забезпеченій сім'ї, згодом проживав у Клепемі, Північний Йоркшир, Англія. Через розлад мови та численні операції на піднебінні, він здобув освіту в домашніх умовах. У цей період він зацікавився гористими місцевостями та гірськими рослинами. У десятирічному віці він був досить кваліфікованим ботаніком. У 14 років він зробив свій перший альпінарій у закинутому кар'єрі.
Він поступив у Оксфордський університет у віці 17 років та закінчив у 1902 році. Під час свого навчання там він допоміг зробити сад каменів у коледжі Сент-Джонс, Оксфорд. У 1902 році Фаррер провів першу зі своїх експедицій у Східну Азію, відвідав Китай, Корею та Японію. Експедиція тривала протягом восьми місяців і під впливом смаків та традицій японського садівництва він розвинув свої погляди на дизайн саду каменів, у якому натуралізм витісняє формальну штучність і де альпійські рослини ростуть у середовищі, близькому до природного. Ці подорожі привели до написання книги Сад Азії (1904 р.).
Фаррер багато подорожував по горах Італії, Франції та Швейцарії, разом із колегами садівниками, у тому числі із Едвардом Боулзом. У 1907 році він також відвідав Шрі-Ланку.
У 1914 році Фаррер разом із Вільямом Пердомом провів експедицію у Тибет та провінцію Ганьсу. Вони знайшли там багато зразків рослин, які поповнили британські сади. Ці два роки вивчення та збору рослин Фаррер описав у виданні On the Eaves of the World (у 2-х томах) (1917) та у виданому посмертно The Rainbow Bridge (1921).
Останню подорож Фаррер провів у горах Верхньої Бірми разом із компаньйоном E.H.M Коксом, який описав поїздку у книзі Farrer's Last Journey, Upper Burma 1919–20 (Остання пдорож Фаррера, Верхня Бірма 1919–20). Ця експедиція виявилася менш успішною, ніж попередні, через те, що клімат бірманських гір мав менше спільного з британським, аніж у Ганьсу.
Фаррер відправив шотландському ботаніку Ісааку Балфуру для Королівського ботанічного саду Единбурга власні ботанічні ілюстрації разом із польовими нотатками, ботанічними зразками та насінням, які він зібрав.
Фаррер помер у 1920 році у горах на бірмансько-китайському кордоні, похований у Бірмі.

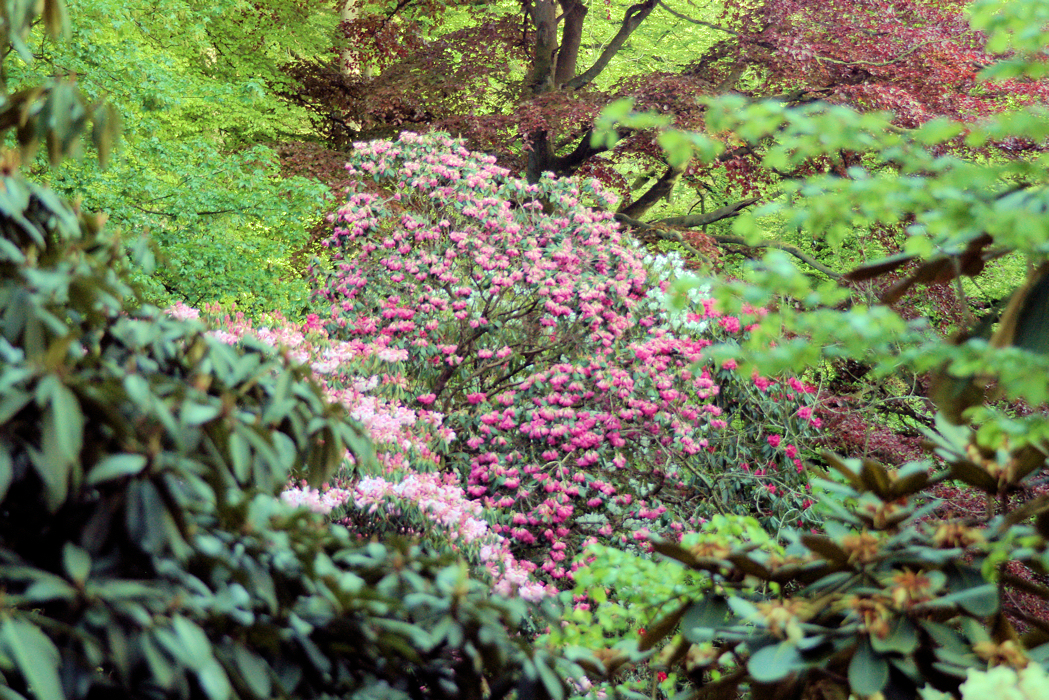
Рододендрони, які колекціонував Фаррер, і сьогодні ростуть в околицях Клепема

Фаррер привіз екзотичні рослини з Азії, які можуть рости у природних умовах Великої Британії - рослини не тільки для багатих, які можуть дозволити собі дорогі оранжереї та особистих садівників.

## Окремі публікації
- The Garden of Asia (1904)
- My Rock Garden (1907)
- In Old Ceylon (1908)
- Alpines and Bog Plants (1908)
- In a Yorkshire Garden (1909)
- Among the Hills (1910)
- The English Rock-Garden: Volumes 1 and 2 (1913)
- The Dolomites: King Laurin's Garden (1913)
- On the Eaves of the World (1917)
- The Rainbow Bridge (1921)
- Mimpish Squinnies (2007)

## Рослини, названі на честь Фаррера
- Allium farreri Stearn
- Amitostigma farreri
- Bulbophyllum farreri
- Codonopsis farreri
- Cypripedium farreri
- Gentiana farreri
- Geranium farreri
- Picea farreri
- Rosa farreri
- Viburnum farreri